# Zánkai Erzsébet-tábor
A Zánkai Erzsébet-tábor üdülőtábor a Balaton-parti Zánka község mellett, egyben a település egyik különálló településrésze is, a központjától keletre.

## Története

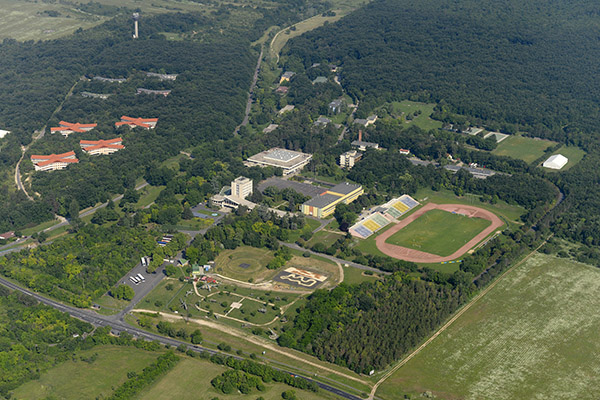
A gyermektábor légifelvételen

1962-től, a kezdeti úttörőpark létesítésének terve az idők folyamán úttörőváros-koncepcióvá növekedett. 1968 őszétől került sor a Zánka és Balatonakali községek között, a Cserkúti-patak völgyében fekvő Ság-puszta tereprendezésére és a nagy létszámú gyerektáborozást is lehetővé tévő infrastruktúra kiépítésére.
1969. augusztus 15-én helyezték el a jövendő "város" 90 kg-os süttői márványtömb alapkövét. Az építési munkák irányításával Mayer Antal mérnököt bízták meg, míg a generáltervezést az Általános Épülettervező Vállalat, a kivitelezési munkákat a Zala megyei Építőipari Vállalat végezte 17 vállalat és szövetkezet bevonásával. A központi épületet Kiss Imre tervezte. 1969-től önkéntes ifjúsági építőtáborok fiataljai is részt vettek a munkában.
1972 nyarán érkeztek meg az első táborozó csoportok, de a 3000 fő befogadására alkalmas komplexum hivatalos átadására csak 1975. május 25-én, a Nemzetközi Gyermeknapon került sor. Kádár János avatta fel Közép-Európa legnagyobb úttörőtáborát, a Balatoni Úttörővárost. A tó partján hajóállomás és kikötő, a 71-es főúton helyközi buszmegálló, a Börgönd–Szabadbattyán–Tapolca-vasútvonalon megállóhely létesült Zánka-Úttörőváros néven (ez 1991–1992 közt Zánkafüred, 1992-től 2021-ig a Zánkafürdő nevet viselte, 2021 óta Zánka-Erzsébettábor a neve; 2020-ban kapott új felvételi épületet). Évente átlagosan 25 ezer, ezen belül nyaranta 15 ezer gyerek táborozott itt.
Az 1970-es évek végére Csillebérc a felnőtt-, Zánka pedig a gyermek-tisztségviselők képzésének központi módszertani bázisává vált. Az 1980-as évek második felére a szaktáboroztatás, azon belül a képzőművészet, a sport és a környezetvédelem valamint a hátrányos helyzetű gyermekek üdültetése vált jelentőssé. A nyári üdülő és szaktáborok mellett Zánka országos és nemzetközi rendezvényeknek, versenyeknek valamint nemzetközi táboroknak adott otthont.
Az 1989–1990-es évek fordulóján, a társadalmi és politikai rendszerváltás idején, az állami tulajdonú, „nemzeti gyermekintézmény” válságos időket élt át. Ezt a kritikus periódust gyakori névváltoztatások jellemezték, míg végül a Balaton északi partján fekvő egykori úttörőváros állami tulajdonban maradt, és 1996. szeptember 1-jétől Zánkai Gyermek és Ifjúsági Centrum, Oktatási és Üdültetési Kht.-ként, majd 2013-tól Zánka-Új Nemzedék Központ Nonprofit Közhasznú Kft. néven szolgálja a magyar gyermek- és ifjúsági turizmus, oktatás és sport ügyét. 2016-ban a kormány ingyenesen A Kárpát-medencei Gyermekekért Alapítvány-nak adta. Az alapítvány 2017 nyarától belépődíjat kér a 22 éven át ingyenes strand használatáért, s a külső látogathatóságot a péntektől vasárnapig tartó időszakra korlátozta.
2014 óta az Erzsébet-táborok égisze alatt tanévben ún. ottalvós osztálykirándulásokat, a nyári szünidőben pedig rászoruló gyermekek ezreit fogadja ingyenes üdülésre, heti váltású turnusokban.
2020-ban nagyszabású felújítási munkálatok kezdődtek.